# Gustavo Cascardo
Gustavo Cascardo de Assis (Mogi das Cruzes, 24 marzo 1997) è un calciatore brasiliano, difensore dell'Arda Kărdžali.

## Caratteristiche tecniche
È un terzino destro.

## Carriera
Cresciuto nelle giovanili della Portuguesa, ha esordito il 9 aprile 2015 in occasione di un match del Campionato Paulista perso 3-0 contro il San Paolo.

## Statistiche

### Presenze e reti nei club
Statistiche aggiornate al 17 marzo 2018.
| Stagione        | Squadra             | Campionato      | Campionato | Campionato | Coppe nazionali | Coppe nazionali | Coppe nazionali | Coppe continentali | Coppe continentali | Coppe continentali | Altre coppe | Altre coppe | Altre coppe | Totale | Totale | Totale |
| Stagione        | Squadra             | Comp            | Pres       | Reti       | Comp            | Pres            | Reti            | Comp               | Pres               | Reti               | Comp        | Pres        | Reti        | Pres   | Reti   |        |
| --------------- | ------------------- | --------------- | ---------- | ---------- | --------------- | --------------- | --------------- | ------------------ | ------------------ | ------------------ | ----------- | ----------- | ----------- | ------ | ------ | ------ |
| 2015            | Portuguesa          | A1/SP+C         | 1+4        | 0          | CB              | 0               | 0               |                    | -                  | -                  |             | -           | -           | 5      | 0      |        |
| 2016            | Atlético Paranaense | A1/PR+A         | 0          | 0          | CB              | 0               | 0               |                    | -                  | -                  |             | -           | -           | 0      | 0      |        |
| 2017            | Atlético Paranaense | A1/PR+A         | 7+10       | 0          | CB              | 3               | 0               | CL                 | 1                  | 0                  |             | -           | -           | 21     | 0      |        |
| 2018            | Atlético Paranaense | A1/PR+A         | 8+0        | 0          | CB              | 0               | 0               | CS                 | 0                  | 0                  |             | -           | -           | 8      | 0      |        |
| Totale carriera | Totale carriera     | Totale carriera | 30         | 0          |                 | 3               | 0               |                    | 1                  | 0                  |             | -           | -           | 34     | 0      |        |